# 小行星3478
小行星3478（3478 Fanale）是一颗绕太阳运转的小行星，为主小行星带小行星。该小行星于1979年12月14日发现。

## 轨道参数
小行星3478的轨道半长轴为2.2358008 UA，离心率为0.164。